# Süssmann Munter
Süssmann Munter (geboren 17. September 1897 in Kolomea, Österreich-Ungarn; gestorben 20. Januar 1973 in Jerusalem) war ein deutsch-israelischer Arzt und Medizinhistoriker.

## Leben
Süssmann Munter war ein Sohn der Mariasse Munter und des Kaufmanns Jakob Munter. Er hatte zwei jüngere Brüder, der Bruder Emil wurde ein Opfer des Holocaust. Die Familie zog 1902 nach Berlin. Im Ersten Weltkrieg wurde Munter Soldat im Österreichischen Heer. Ab 1919 studierte er Medizin in Berlin und wurde 1925 promoviert. Er war aktiv im Kartell Jüdischer Verbindungen (KJV) und wurde 1921 Mitgründer und Vizepräsident der Maccabi World Union und war bis 1925 Herausgeber des Maccabi Journal. 1925 wurde er Assistenzarzt in der Klinik Reinickendorf, 1926 am Hygiene-Institut der Universität. Munter betrieb ab 1927 eine eigene Arztpraxis in Berlin-Charlottenburg und heiratete 1931 Nelly Taussik aus Brünn.
Nach der Machtergreifung der Nationalsozialisten 1933 emigrierte Munter nach Palästina und eröffnete dort eine Arztpraxis.
Munter war 1947 als Schiffsarzt an Bord der Pan York, die illegale Einwanderer von Marseille nach Palästina bringen sollte. Während des Unabhängigkeitskrieges 1948/49 war Munter verantwortlicher Leiter eines Militärkrankenhauses der Hagana in Jerusalem.
Munter war mit dem Bibliothekar Heinrich Loewe befreundet und forschte nebenher zur Medizingeschichte. Er war 1929 in Berlin an der Herausgabe des ersten Bandes der hebräischen „Enzyklopedia israelit“ beteiligt gewesen. 1947 gründete er in Jerusalem zusammen mit dem Arzt Richard Seide die Israel Society of the History of Medicine and Science und die medizinhistorische Zeitschrift Korot, die er von 1952 bis 1973 mitherausgab. Die Hebräische Universität Jerusalem beschäftigte ihn zwischen 1958 und 1973 als Gastdozenten für Medizingeschichte. Munter forschte über den jüdischen Philosophen und Arzt Maimonides und gab dessen Schriften heraus und den weitgehend unerforschten Arzt Asaph.

## Schriften (Auswahl)
- Über Bakterienzählung und -Grössenmessung in Aufschwemmungen (insbes. Vaccinen) mittels d. Kleinmannschen Nephelometers. Berlin : Springer, 1926
- Leibesübungen bei den Juden. Wien : Selbstverlag, 1926
- Maimonides: Regimen sanitatis oder Diätetik für die Seele und den Körper : Mit Anh. d. Medizinischen Responsen u. Ethik d. Maimonides. Deutsche Übersetzung und Einleitung von Süssmann Muntner. Basel : Karger, 1966
- mit Fred Rosner: The Medical Aphorisms of Moses Maimonides. New York 1970